# Internationaux de Strasbourg 1990
L'Internationaux de Strasbourg 1990 è stato un torneo di tennis giocato sulla terra rossa.
È stata la 4ª edizione del Internationaux de Strasbourg, che fa parte della categoria Tier IV nell'ambito del WTA Tour 1990. Si è giocato a Strasburgo in Francia, dal 21 al 27 maggio 1990.

## Campionesse

### Singolare
Mercedes Paz ha battuto in finale  Ann Wunderlich con il punteggio di 6–2, 6–3

### Doppio
Nicole Bradtke /  Elna Reinach hanno battuto in finale  Kathy Jordan /  Elizabeth Smylie con il punteggio di 6–1, 6–4